# Debbie Nelson
Debbie Nelson es una deportista neozelandesa que compitió en duatlón. Ganó tres medallas en el Campeonato Mundial de Duatlón de Larga Distancia entre los años 1997 y 1999.

## Palmarés internacional
| Campeonato Mundial | Campeonato Mundial | Campeonato Mundial | Campeonato Mundial |
| Año                | Lugar              | Medalla            | Prueba             |
| ------------------ | ------------------ | ------------------ | ------------------ |
| 1997               | Zofingen (Suiza)   | Medalla de bronce  | Individual         |
| 1998               | Zofingen (Suiza)   | Medalla de bronce  | Individual         |
| 1999               | Zofingen (Suiza)   | Medalla de oro     | Individual         |